# Aeolidiidae
Aeolidiidae são uma família de lesmas do mar, um grupo de nudibrânquios marinhos conhecidos por eolídios. A maioria alimenta-se de  hidróides (anémonas) sendo para isso dotados de dentes radulares serrilhados.

## Taxonomia
A família Aeolidiidae inclui os seguintes géneros e espécies:
- Aeolidia Cuvier, 1797 - género-tipo
- Aeolidiella Bergh, 1867
- Aeolidiopsis Pruvot-Fol, 1956
- Anteaeolidiella M.C. Miller, 2001
  - Anteaeolidiella foulisi (Angas, 1864)
- Baeolidia Bergh, 1888
  - Baeolidia japonica
  - Baeolidia major
  - Baeolidia palythoae Gosliner, 1985
- Berghia Trinchese, 1877[3]
- Burnaia M. C. Miller, 2001
  - Burnaia helicochorda
- Cerberilla Bergh, 1873
- Limenandra Haefelfinger & Stamm, 1958
  - Limenandra fusiformis
  - Limenandra nodosa
  - Limenandra sp. 1?
  - Limenandra sp. 2?
- Millereolidia Ortea, Caballer & Espinosa, 2004 [substituição do género homónimo Milleria Ortea, Caballer & Espinosa, 2003]
- Protaeolidiella
  - Protaeolidiella atra
  - Protaeolidiella juliae (Burn, 1966)
- Spurilla Bergh, 1868

### Géneros em sinonímia
- Aeolis Menke, 1844: sinónimo de Aeolidia Cuvier, 1797
- Eolidia Cuvier, 1816: sinónimo de Aeolidia Cuvier, 1797
- Eolis Cuvier, 1805: sinónimo de Aeolidia Cuvier, 1797